# Garum

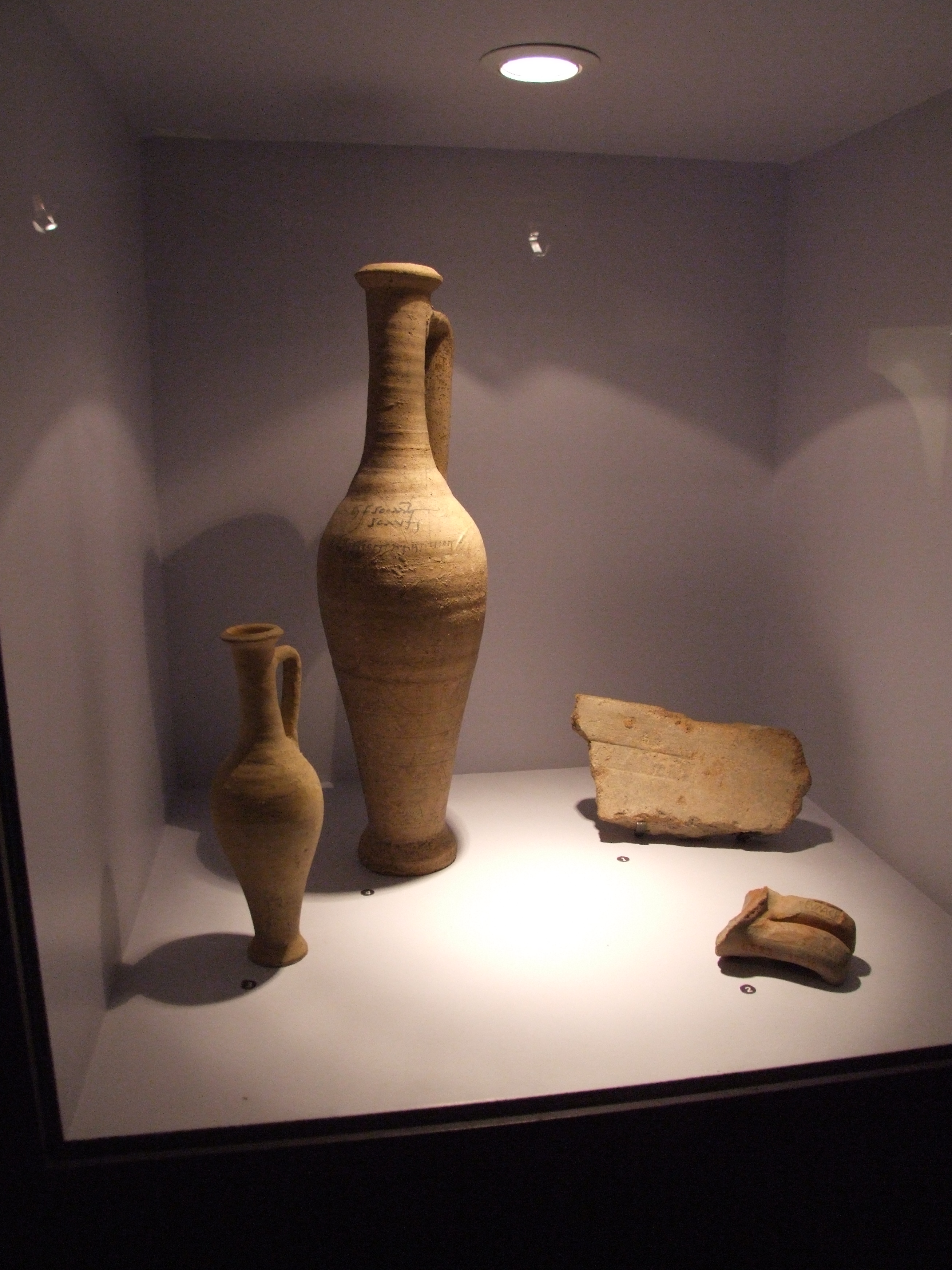
Due anfore per il garum

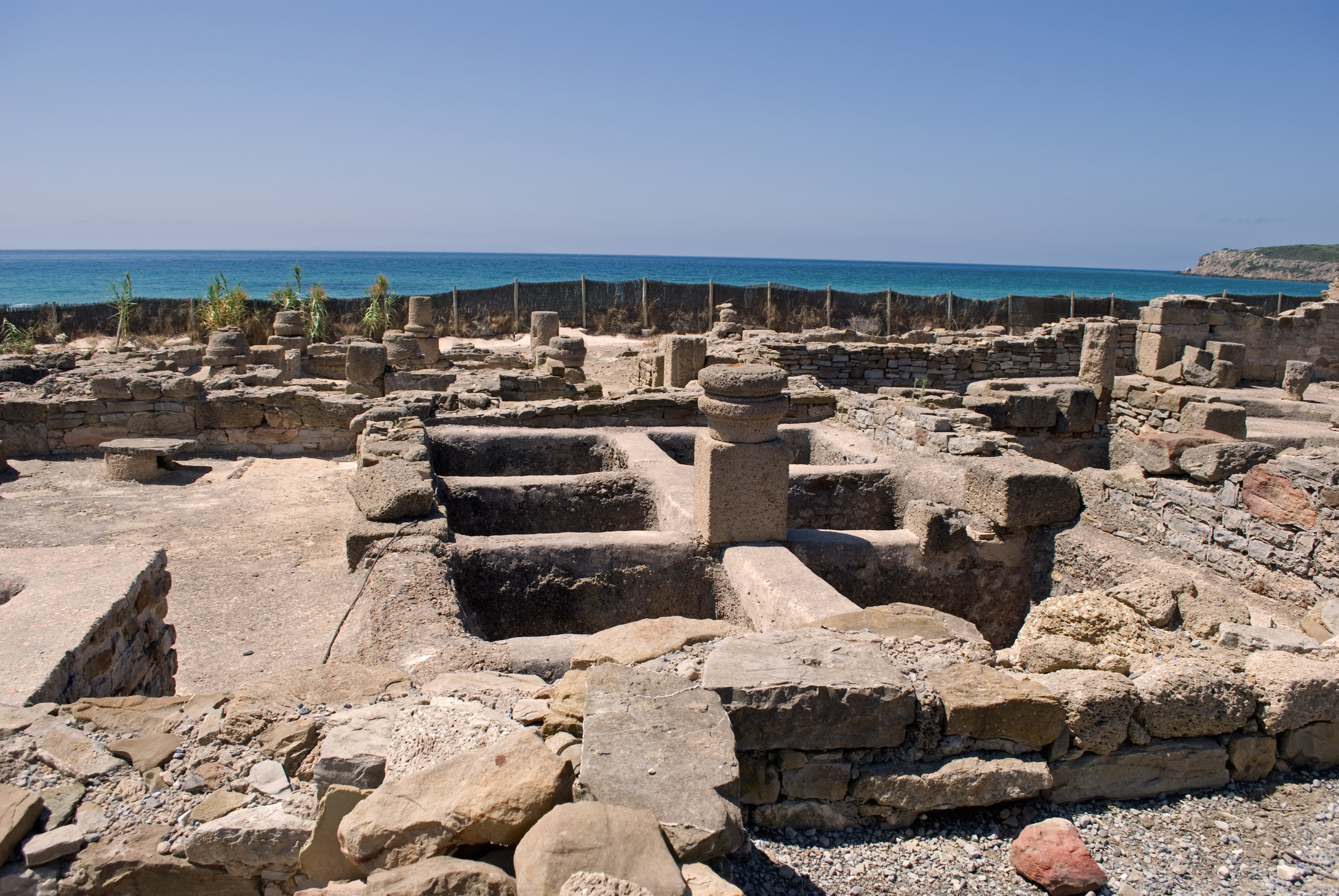
Factoria Garum, Baelo claudia

Il garum era una salsa liquida di interiora di pesce e pesce salato che gli antichi Romani aggiungevano come condimento a molti primi piatti e secondi piatti. Il vocabolo è di etimologia incerta. In lingua tedesca esiste un verbo molto simile, "Garen", che significa cucinare per un tempo relativamente lungo, o anche fermentare un alimento per raggiungere il livello di commestibilità e sapore voluto. Per altro, salse simili erano già usate precedentemente dai Greci. Un'ipotesi quindi è che derivi dal nome greco garos o garon (γάρον), che era il nome del pesce i cui intestini venivano usati originariamente nella produzione dei condimenti.

## Composizione
Le notizie su questo condimento sono molto frammentarie e talvolta contraddittorie, di conseguenza c'è incertezza su cosa fosse e come si preparasse. Alcuni sostengono fosse simile alla pasta d'acciughe, altri al liquido della salamoia delle acciughe sotto sale, che nella costiera amalfitana e in particolare a Cetara si può gustare anche oggi con il nome di "colatura". Una versione odierna del garum è altresì prodotta a Maratea, in provincia di Potenza, dov'è riconosciuta come prodotto agroalimentare tradizionale. Una salsa tuttora esistente, che si presume si avvicini al garum, è il Nước chấm, una salsa di pesce originaria della cucina vietnamita e abbastanza diffusa in Estremo Oriente.

### Indagine archeologica
Nel 2025, un gruppo di archeologi e genetisti ha scoperto la vera ricetta del garum iberico grazie allo studio del DNA di resti di pesce trovati in un sito romano in Galizia, nel nord-ovest della Spagna. La ricerca, pubbicata sulla rivista Antiquity, ha fatto vedere che il pesce usato era la sardina europea (Sardina pilchardus). Il pesce veniva messo in grandi vasche e lasciato a fermentare con tanto sale.Il processo durava alcune settimane, e grazie al sale il pesce non marciva. Alla fine si otteneva una salsa molto salata e piena di gusti forti, simile al nostro glutammato o al dado da brodo. Dall’analisi del DNA delle lische si è scoperto che le sardine antiche avevano meno varietà genetica di quelle moderne. In altri siti di produzione di garum sono stati trovati anche resti di altri pesci come aringhe, sgombri, merluzzi e acciughe.
C'erano tante varianti della salsa a seconda di quello che veniva aggiunto al composto base: Garum piperatum (con pepe), Oxygarum (con aceto),    Oenogarum ( con vino), Oleogarum (con olio) ed Hydrogarum  (diluito con acqua). Ogni tipo aveva un sapore diverso, e veniva usato in modi diversi nella cucina romana.
I resti di pesce usati per fare il garum sono spesso difficili da riconoscere perché si presentano in piccoli frammenti, schiacciati e rotti a causa della fermentazione. Come dice la dottoressa Paula F. Campos del CIIMAR (Università di Porto), «i resti di pesce sono comuni negli scavi, ma finora si era fatto poco per studiarli con tecniche di genetica antica». Nel caso della cetaria di Adro Vello, in Galizia, i campioni studiati risalgono al III secolo d.C. Non è stato facile analizzarli, perché la fermentazione rovina il DNA, ma i risultati hanno portato a nuove informazioni preziosissime. Queste scoperte possono cambiare il modo in cui si studia la dieta dei Romani, le rotte commerciali e l’organizzazione della distribuzione del cibo nell’Impero. È un passo avanti che apre strade nuove alla ricerca archeologica.

## Produzione
Il garum veniva fatto in stabilimenti costieri specializzati chiamati cetariae, che si trovavano soprattutto nella Hispania (cioè la penisola iberica di oggi) e nella Mauretania Tingitana (che corrisponde all’odierno Marocco). Quello che veniva dall’Andalusia era molto ricercato. Ma c’erano grandi impianti anche sulla costa nordafricana, da Cartagine fino all’Algeria attuale. Essendo molto richiesto, il garum veniva esportato ovunque. Viaggiava in anfore lungo le rotte commerciali dell'epoca.

## Citazioni
- Apicio nel De re coquinaria condisce con il garum almeno 20 piatti. Il garum era così comune che Apicio dà per scontata la ricetta e nel suo libro non ce l'ha tramandata; accenna soltanto che è un prodotto della fermentazione delle interiora di pesce e pesce al sole, senza neanche dire che erano preventivamente salate. Scrive che, dalla fermentazione di queste interiora, si separa un solido e un liquido che chiama liquamen.
- Nelle Geoponiche, di autore ed epoca ignoti, si legge (XX, 46, 1 sgg.):[5] "Il cosiddetto 'liquamen' è così prodotto: versare in un recipiente le interiora dei pesci e poi salare; [versare] piccoli pesci, soprattutto latterini, o piccole triglie, o menole, o acciughe, o qualsiasi piccolo [pesce] vi sia, tutti da salare in modo uguale, da lasciar stagionare al sole e rigirare costantemente. Dopo che avranno stagionato al caldo si trae da essi il garum; una grande cesta viene inserita nella cavità piena dei suddetti piccoli pesci: il garum fluirà nella cesta; quel che è colato attraverso essa, chiamato "liquamen", verrà raccolto; il restante diverrà "allec". [...] Alcuni aggiungono anche due sestari di vino vecchio per ogni sestario di pesce. Se si ha bisogno di usare subito il garum non lo si tenga tanto al sole, ma lo si bollisca, facendo così: si prenda della salamoia tanto concentrata che un uovo vi possa galleggiare (se affonda non c'è abbastanza sale), si ponga il pesce in essa in un'altra pentola, si aggiunga dell'origano e la si metta sul fuoco fino alla bollitura, ossia fino a quando non si sia ridotto abbastanza di volume [...] una volta raffreddatosi porre in un setaccio una seconda e una terza volta, fino a che risulti chiaro. Dopo aver messo il coperchio lo si riponga. Il fiore del garum, comunque, chiamato aimàtion (dal greco αἰμάτιον, "sanguetto, sanguinello"), si ottiene così: si prendano le interiora del tonno assieme alle branchie, il siero e il sangue, sopra si sparga sale e si faccia macerare per due mesi. Il contenitore sia poi perforato, ne uscirà il garum chiamato aimation".
- Gargilio Marziale[6] scrive: "Si usino pesci grassi come sardine e sgombri cui vanno aggiunti, in porzione di 1/3, interiora di pesci vari. Bisogna avere a disposizione una vasca ben impeciata, della capacità di una trentina di litri. Sul fondo della stessa vasca fare un alto strato di erbe aromatiche disseccate e dal sapore forte come aneto, coriandolo, finocchio, sedano, menta, pepe, zafferano, origano. Su questo fondo disporre le interiora e i pesci piccoli interi, mentre quelli più grossi vanno tagliati a pezzetti. Sopra si stende uno strato di sale alto due dita. Ripetere gli strati fino all'orlo del recipiente. Lasciare riposare al sole per sette giorni. Per altri venti giorni mescolare sovente. Alla fine si ottiene un liquido piuttosto denso che è appunto il garum. Esso si conserverà a lungo".
- Plinio il Vecchio in Naturalis historia (XXXI, 93 sgg.), enumera il garum fra le sostanze saline, come un liquor exquisitus ottenuto dalla macerazione di interiora di pesce: da qui nasce l'aneddoto che il garum sia "pesce marcio di materie in putrefazione", perché se non si metteva abbastanza sale invece che una fermentazione si otteneva una puzzolente putrefazione. Plinio disse anche che il garum migliore è il garum sociorum, fatto con gli sgombri e proveniente dalla Spagna, prodotto da una società tunisina di origine fenicia, che esportava soprattutto in Italia. Questo era costoso come un profumo. Anche in Italia, in Campania, a Pompei, Clazomene e Leptis Magna esistevano fabbriche famose di garum. Si commerciavano anche una specie di garum senza condimenti, il gari flos, e una specie fatta di pesce a scaglie, il garum castimoniale. Il garum sociorum essendo essenzialmente una salamoia satura in cloruro di sodio in presenza di enzimi proteolitici, oltre a essere un buon digestivo, presentava qualità disinfettanti, paragonabili alla tintura di iodio e a blandi antinfiammatori. Dunque veniva usato come medicinale contro la scabbia degli ovini, le ustioni recenti, i morsi dei cani e del coccodrillo, per guarire le ulcere, la dissenteria e i malanni delle orecchie.
- Columella in De re rustica, (VI, 34)[7] cita il garum come rimedio contro la pestifera labes che prende le cavalle e in pochi giorni le conduce alla morte. La terapia consisteva nel versare nel naso dell'animale almeno quattro sestari di garum pari a circa 2 litri o più, fino a un massimo di 3 litri.
- Seneca in una lettera a Lucilio (Epistulae morales ad Lucilium, XV, 95, 25), lanciando i suoi strali contro gli eccessi alimentari, infierisce contro il garum: illud sociorum garum, pretiosam malorum piscium saniem, non credis urere salsa tabe praecordia? ("E quella salsa che viene dalle province - è il garum sociorum di cui parlava anche Plinio -, costosa poltiglia di pesci guasti, non credi che bruci le viscere col suo piccante marciume?").
- Petronio, raccontando della cena offerta da Trimalcione nel Satyricon (36, 3), descrive con dovizia di particolari uno smisurato vassoio al centro del quale prevale una lepre a imitazione di Pegaso, e agli angoli quattro statuine di Marsia, dai cui otricelli scorre salsa di garum e pepe su pesci posti in un canaletto appoggiati in modo tale da sembrare vivi e nuotare nel mare.
- Isidoro di Siviglia afferma, nelle sue Etymologiae (XX, 3, 19 sgg.) che ai suoi tempi la salsa viene prodotta da un'infinità di tipi diversi di pesci, ma che il termine "garum" deriva dal greco "γάρος", il nome del pesce usato inizialmente per produrre la salsa.
- Marziale - in Epigrammata (XI, 27, 2) - loda un suo amico di nome "Flaccus" capace di resistere all'odore emanato da una ragazza che ha bevuto sei ciati di garum. Nell'epigramma III, 77, 5 critica l'utilizzo del "putris allec" (aringhe putride) nelle pietanze.
- Il commediografo Platone (fr. 198 Edmonds) definisce il garum "guasto (marcio)" (σαπρόν).[8]